# Peter Kaps
Peter Kaps (* 7. August 1917 in Rabenbrunn; † 29. Januar 1997 in Simbach am Inn) war ein deutscher Politiker (CSU).
Kaps besuchte die Volksschule, machte die Lehre zum Handwerker und arbeitete danach für die Bayerische Landespolizei. Zum 1. Dezember 1937 trat er der NSDAP bei (Mitgliedsnummer 6.050.832). Im Zweiten Weltkrieg gehörte er der Wehrmacht an und war im Kriegseinsatz. Er wurde verwundet und geriet in Gefangenschaft. Nach dem Krieg besuchte er mehrere weiterbildende Schulen sowie Kurse und machte die Ausbildung zum Steuerberater. In diesem Beruf war er später auch tätig.
Kaps trat 1954 in die CSU ein, bei der er Kreisvorsitzender war. Er gehörte lange Jahre dem Simbacher Stadtrat und dem Kreistag an. Von 1966 bis 1982 war er Mitglied des Bayerischen Landtags, ab 1974 direkt gewählt im Stimmkreis Rottal-Inn.